# Liste der Mitglieder des Coburger Landtags (10. Wahlperiode)
Diese Liste nennt die Mitglieder des Coburger Landtags in seiner 10. Wahlperiode (1861–1864). Die Wahl fand im November/Dezember 1860 statt.
| Wahlbezirk | Name                     | Stand                   | Ort        | Anmerkung                       |
| ---------- | ------------------------ | ----------------------- | ---------- | ------------------------------- |
| I          | Leopold Oberländer       | Oberbürgermeister       | Coburg     | Präsident                       |
| II         | Albrecht                 | Rechtsanwalt            | Coburg     | Stellvertretender Schriftführer |
| III        | Gottfried Theodor Forkel | Gerichtsadvokat         | Coburg     | Stellvertretender Präsident     |
| IV         | Heinrich Schubert        | Gastwirt                |            |                                 |
| V          | Dr. Ludwig Rückert       | Amtskommissär und Notar | Coburg     |                                 |
| VI         | Rudolf Muther            | Bürgermeister           | Coburg     |                                 |
| VII        | Johann Nicol Höhn        | Schultheiß              | Weeder     |                                 |
| VIII       | Muther                   | Justizamtmann           | Neustadt   | Schriftführer                   |
| IX         | Feodor Streit            | Rechtsanwalt            | Coburg     |                                 |
| X          | Robert Chr. Jul. Rädlein | Schultheiß              | Weidhausen |                                 |
| XI         | Franz Ronge              | Magistratsrat           | Königsberg |                                 |

Höhn war Alterspräsident des Landtags. Dem ständigen Ausschuss gehörten Oberländer als Präsident, Muther II als Schriftführer sowie Muther I, Forkel und Albrecht an.